# Banjaran (ort i Indonesien)
Banjaran är en ort i Indonesien.   Den ligger i provinsen Jawa Barat, i den västra delen av landet, 120 km sydost om huvudstaden Jakarta. Banjaran ligger 674 meter över havet och antalet invånare är 164 952.
Terrängen runt Banjaran är varierad.Runt Banjaran är det mycket tätbefolkat, med 1 135 invånare per kvadratkilometer. Närmaste större samhälle är Bandung, 16,1 km norr om Banjaran. Omgivningarna runt Banjaran är en mosaik av jordbruksmark och naturlig växtlighet.